# Raad van State

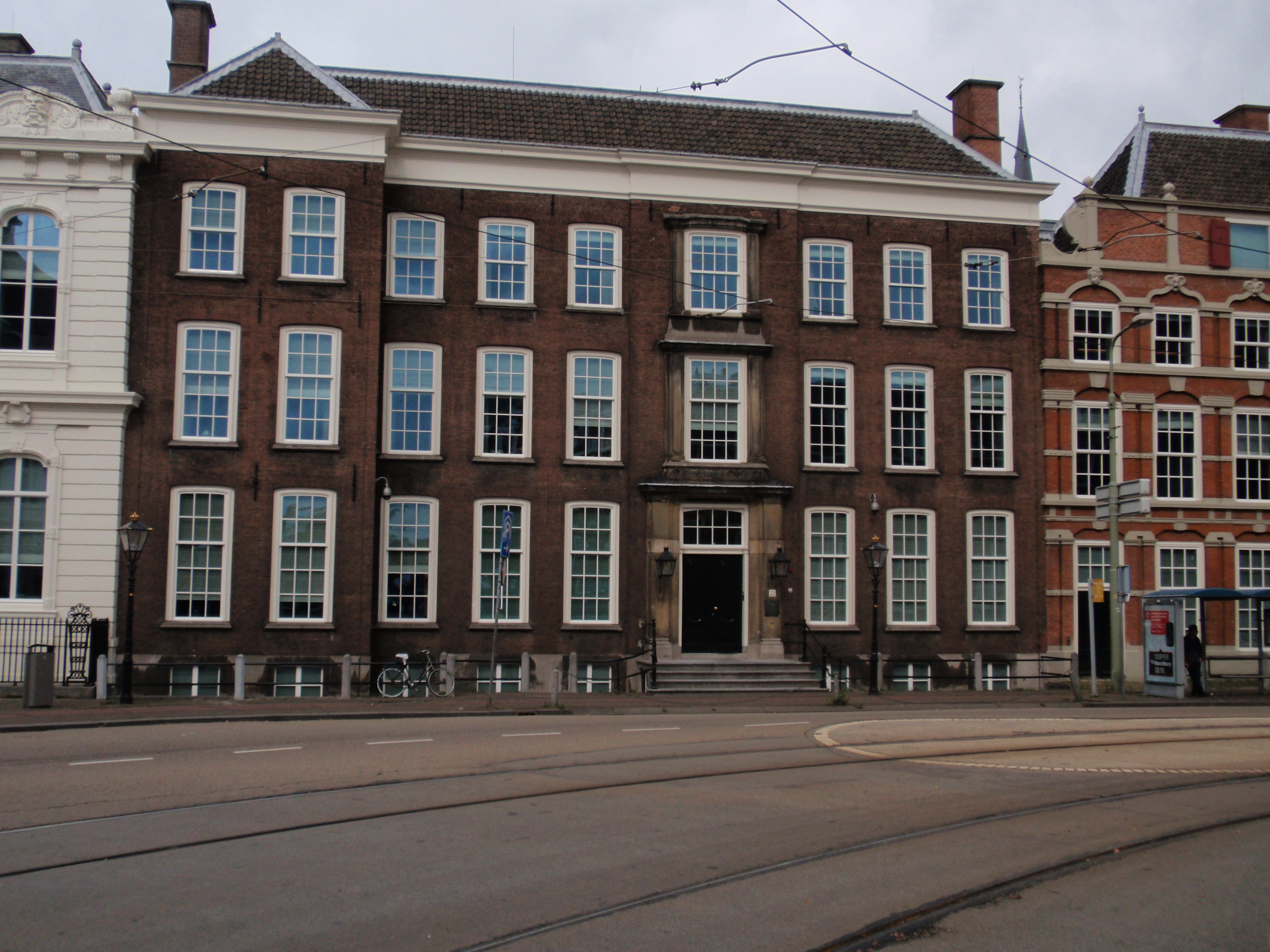
Gebäude des Staatsrates am Kneuterdijk, Den Haag

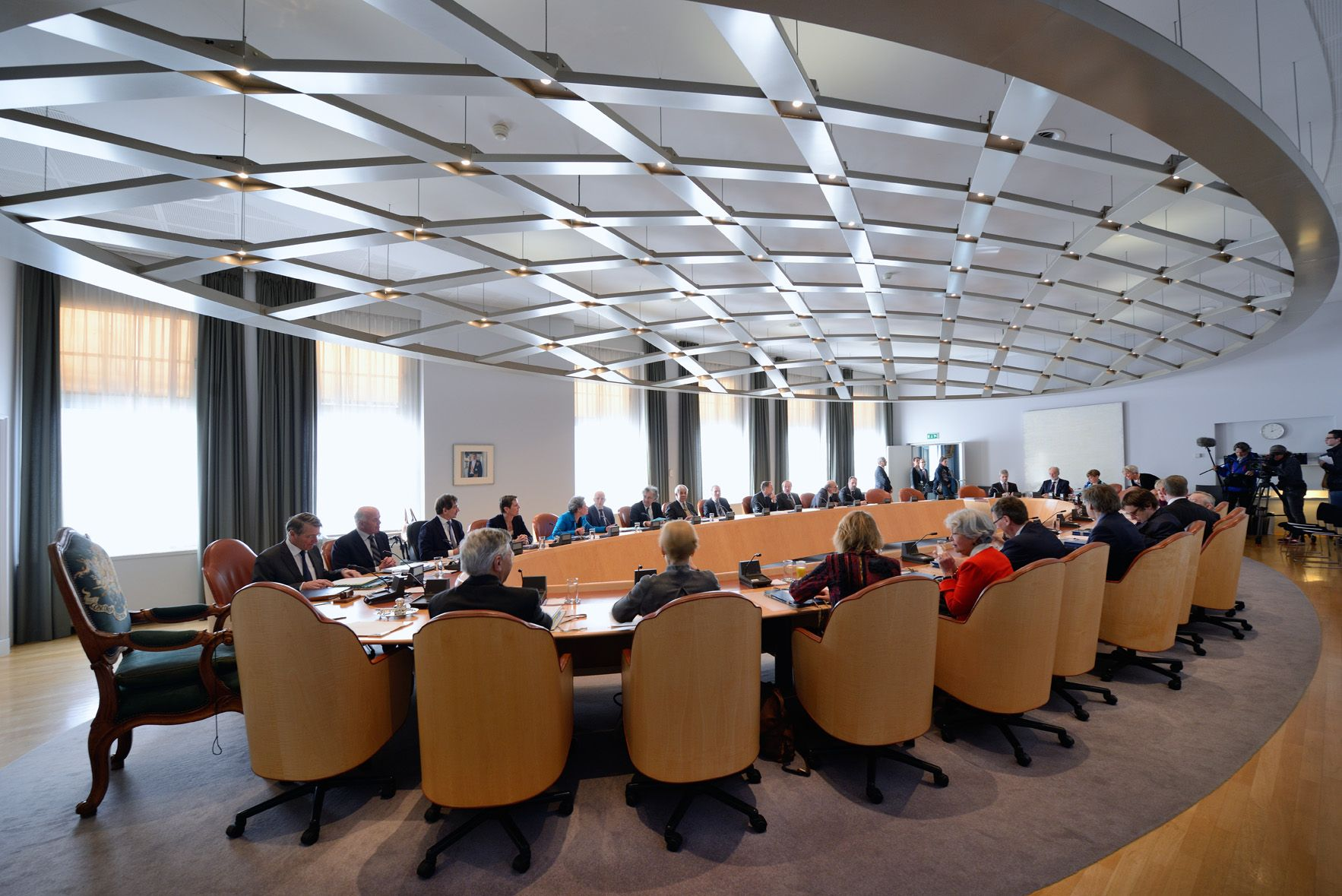
Sitzungssaal des Staatsrates

Der Raad van State (deutsch Staatsrat) mit Sitz in Den Haag ist in den Niederlanden ein Verfassungsorgan zur Beratung der Regierung. Er besteht aus Mitgliedern des Königshauses und von der Krone benannten Mitgliedern mit politischer, geschäftlicher, diplomatischer oder militärischer Erfahrung. Die Gründung erfolgte 1531.
Das Kabinett muss dem Staatsrat jeden Gesetzentwurf unterbreiten, bevor er dem Parlament vorgelegt wird. Die Verwaltungsrechtsabteilung des Staatsrates dient darüber hinaus als Rechtsmittelgericht für Rechtsmittel von Bürgern gegen Entscheidungen der Exekutive.
Ursprünglich war der Staatsrat, der nach dem Vorbild des spanischen Consejo de Estado konzipiert war, ein klassischer Kronrat, dem der König beziehungsweise dessen Generalgouverneur (in den Spanischen Niederlanden Gouverneur-Generaal genannt) rechtlich vorstand.
Der Monarch (gegenwärtig Willem-Alexander) ist bis heute Präsident des Staatsrates, wird aber im Vorsitz meist durch den Vizepräsidenten vertreten. Nach der niederländischen Verfassung amtiert der Vizepräsident als Staatsoberhaupt, wenn der Monarch dazu nicht imstande ist („wanneer de Koning daartoe niet in staat is“). Derzeitiger Vizepräsident ist Thom de Graaf. Seit ihrem 18. Geburtstag ist Prinzessin Amalia verfassungsgemäß Mitglied des Staatsrates.